# 威斯韋爾 (肯塔基州)
威斯韋爾（英語：Wiswell）是位於美國肯塔基州卡洛威縣的一個非建制地區。

## 地理
威斯韋爾所處的海拔為高於海平面162米（即531英呎），而該地所採用的時區為UTC-6，即北美中部時區（CST）。同時該地設有夏令時間，為UTC-6調快一小時，即UTC-5（CDT）。